# Pinguicula gigantea
Pinguicula gigantea (Luhrs 1996) è una pianta carnivora tropicale appartenente alla famiglia Lentibulariaceae, nativa del Messico.

## Descrizione

### Foglie e carnivorosità
Diversamente dalle altre specie di Pinguicula,  P. gigantea presenta  le ghiandole che secernono la colla e gli enzimi su entrambe le pagine fogliari.
Le sue foglie sono tra le più grandi di tutto il genere Pinguicula.

### Fiori
I fiori presentano corolla zigomorfa. Le varietà di questa specie differiscono solo per la diversa colorazione del fiore: bianco o blu.

### Dormienza ed inverno
P. gigantea è una pinguicula tropicale. quindi il suo periodo di dormienza non è regolata dalla temperatura o dalla luce, ma dalla mancanza di umidità. In Messico l'inverno è caratterizzato da bassissime precipitazioni, e per sopravvivere la pinguicula forma delle rosette di foglie non carnivore. In primavera la pianta si sveglia, produce nuove foglie carnivore e fiorisce.

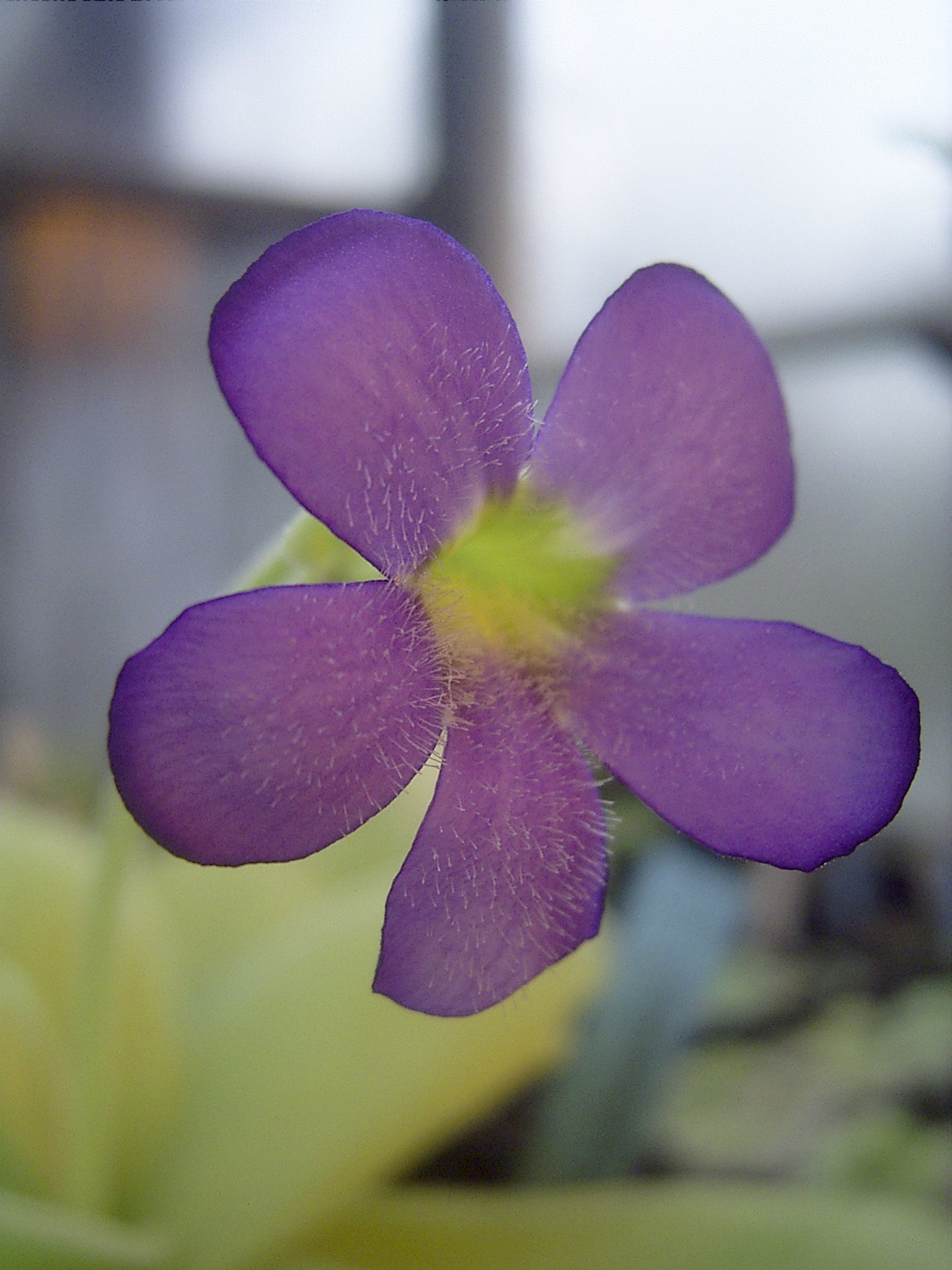
Fiore di Pinguicula gigantea

## Distribuzione e habitat
È originaria dello stato messicano di Oaxaca, nel Messico sud-occidentale; vive ad una altitudine di circa 688 metri.